# الريان (وادي الفرع)
الريان قرية سعودية، تتبع محافظة وادي الفرع التابعة لإمارة لمنطقة المدينة المنورة. تقع في جنوب المدينة المنورة، وتبعد عنها قرابة 140 كم.